# Euclid (navă spațială)
Euclid este un telescop spațial al Agenției spațiale europene (ESA), al cărui obiectiv este de a înțelege mai bine energia întunecată și materia întunecată prin măsurarea exactă a accelerației universului. Pentru a realiza acest lucru, telescopul de tip Korsch va măsura formele galaxiilor la distanțe variabile de Pământ și va cerceta relația dintre distanță și deplasarea spre roșu. În general este acceptat faptul că energia întunecată contribuie la creșterea accelerării expansiunii universului, astfel că, măsurarea acestei relații îi va ajuta pe fizicieni și astrofizicieni să înțeleagă mai bine originea acestei accelerații. Misiunea Euclid îmbunătățește și completează misiunea telescopului Plank (2009 până în 2013) al ESA. Telescopul spațial Euclid a fost numit după  matematicianul antic grec Euclid din Alexandria.
Euclid este o misiune de clasă medie ("M-class") și face parte din programul științific Cosmic Vision al ESA. Această clasă de misiuni are un plafon al bugetului ESA de aproximativ 500 de milioane de euro. Euclid a fost ales în octombrie 2011 împreună cu Solar Orbiter, din mai multe misiuni concurente. Înainte de invazia rusă a Ucrainei, lansarea era programată pe un Soyuz ST 2-1b în 2023, dar Euclid a fost lansat la 1 iulie 2023 pe o rachetă Falcon 9.

## Obiective și metode științifice
Euclid va cerceta istoria expansiunii universului și formarea structurilor cosmice prin măsurarea deplasării spre roșu a galaxiilor, revenind în observațiile lor la un echivalent de zece miliarde de ani în trecut. Legătura dintre formele galactice și deplasarea spre roșu corespunzătoare va oferi o privire asupra modului în care energia întunecată contribuie la creșterea accelerației universului. Metodele utilizate exploatează fenomenul de lentilă gravitațională, măsurarea oscilațiilor acustice barionice și măsurarea distanțelor galactice prin spectroscopie.
Lentila gravitațională (sau forfecarea gravitațională) este o consecință a deviației razelor de lumină cauzată de prezența materiei care modifică local curbura spațiu-timp: lumina emisă de galaxii și deci imaginile observate, sunt distorsionate pe măsură ce trec în apropierea materiei întinse de-a lungul liniei dintre galaxii și Pământ. Această materie este compusă parțial din galaxii vizibile, dar în mare parte din materie întunecată. Măsurând această forfecare, cantitatea de materie întunecată poate fi dedusă, facilitând înțelegerea modului în care este distribuită în univers.
Măsurările spectroscopice vor permite măsurarea deplasării spre roșu a galaxiilor și determinarea distanțelor acestora folosind Legea lui Hubble. În acest fel, se poate reconstrui distribuția tridimensională a galaxiilor în univers.
Din aceste date, este posibil să se măsoare simultan proprietățile statistice privind distribuția materiei întunecate și a galaxiilor și să se măsoare modul în care aceste proprietăți se schimbă pe măsură ce nava spațială privește mai departe în timp. Marea provocare în proiectarea acestui tip de misiune constă în precizia și în modul în care erorile sistematice sunt minimizate și controlate.

## Caracteristicile telescopului spațial
ESA a selectat compania aerospațială franco-italiană Thales Alenia Space pentru construcția satelitului. Euclid are 4,5 metri lungime, un diametru de 3,1 metri și cântărește 2,1 tone. Modulul de încărcare este gestionat de Airbus Defence and Space. Este alcătuit dintr-un telescop Korsch cu o oglindă primară care măsoară 1,2 metri în diametru și un câmp vizual de 0,5 grade pătrate. 
Un consorțiu internațional de oameni de știință, consorțiul Euclid, care cuprinde oameni de știință din 13 țări europene și din Statele Unite, va furniza o cameră cu lumină vizibilă (VIS)  și o cameră/spectrometru în infraroșu apropiat (NISP). Împreună, vor cartografia distribuția 3D a până la două miliarde de galaxii răspândite pe mai mult de o treime din întregul cer. Aceste camere de format mare vor fi folosite pentru a caracteriza proprietățile morfometrice, fotometrice și spectroscopice ale galaxiilor.